# Sondersignal

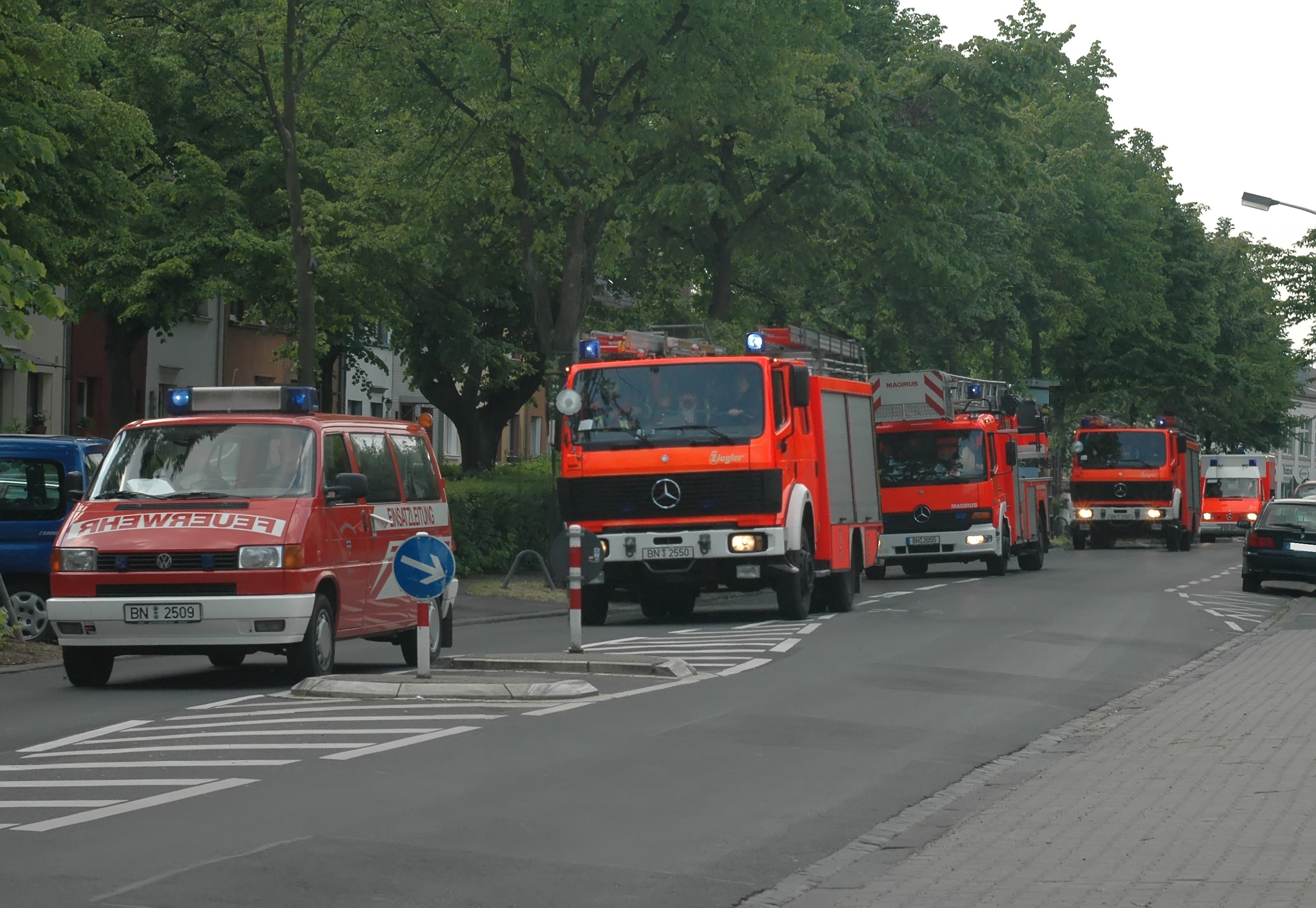
Ein Löschzug der Berufsfeuerwehr Bonn mit Sondersignal auf dem Weg zu einer Einsatzstelle

Unter Sondersignal versteht man die Warnung anderer Verkehrsteilnehmer durch Einsatzfahrzeuge mithilfe von Lichtzeichen und Tonsignalen. Sie dienen dazu, vor Gefahren zu warnen und/oder dem übrigen Verkehr die Inanspruchnahme von Sonder- und Wegerechten anzuzeigen. Dazu sind – je nach Land – blaue, rote und/oder gelbe Blinklichter sowie Sirenen (wie Yelp- und Wail-Signale) und/oder Folgetonhörner („Martinshorn“) vorgesehen. Der Begriff Sonderrechte bezeichnet die rechtliche Grundlage laut Straßenverkehrsordnung und existiert in anderen deutschsprachigen Ländern nicht.

## Voraussetzungen und rechtliche Regelung in Deutschland

### Abgrenzung: Sondersignal, Sonderrechte und Wegerecht
Sondersignale sind akustische und optische Signaleinrichtungen, deren Einbau und Benutzung nur unter bestimmten Bedingungen zulässig sind.
Das Sonderrecht nach § 35 StVO befreit den Rechtsinhaber von den Vorschriften der Straßenverkehrsordnung, soweit das zur Erfüllung hoheitlicher Aufgaben dringend erforderlich ist (Abs. 1) oder, für Fahrzeuge des Rettungsdienstes, wenn höchste Eile geboten ist (Abs. 5a). Für die Inanspruchnahme ist die Verwendung von Sondersignalen (weder optisch noch akustisch) nicht notwendig.

Als Wegerecht wird die Anordnung des § 38 Abs. 1 StVO bezeichnet und vom Einsatzfahrzeug durch blaues Blinklicht in Kombination mit dem Einsatzhorn durchgesetzt:
Blaues Blinklicht zusammen mit dem Einsatzhorn […] ordnet an: „Alle übrigen Verkehrsteilnehmer haben sofort freie Bahn zu schaffen“.
Von den Bestimmungen der StVO darf abgewichen werden (Sonderrechte), wenn dies zur Erfüllung von hoheitlichen Aufgaben dringend geboten ist. Um dem übrigen Verkehr anzuzeigen, dass ein Fahrzeug Sonderrechte in Anspruch nimmt, darf ein entsprechend ausgerüstetes Fahrzeug das Sondersignal nutzen.

### Voraussetzungen für die Verwendung von Sondersignalen
Die Verwendung von Sondersignalen ist in § 38 Straßenverkehrsordnung (StVO) geregelt.
Demnach ist speziell der Einsatz von blauem Blinklicht in Kombination mit dem Einsatzhorn auf wenige Ausnahmesituationen beschränkt.
Es darf nur verwendet werden, wenn höchste Eile geboten ist, um
- Menschenleben zu retten oder schwere gesundheitliche Schäden abzuwenden,
- eine Gefahr für die öffentliche Sicherheit oder Ordnung abzuwenden,
- flüchtige Personen zu verfolgen oder
- bedeutende Sachwerte zu erhalten.

#### Inanspruchnahme von Sonderrechten mit Sondersignal

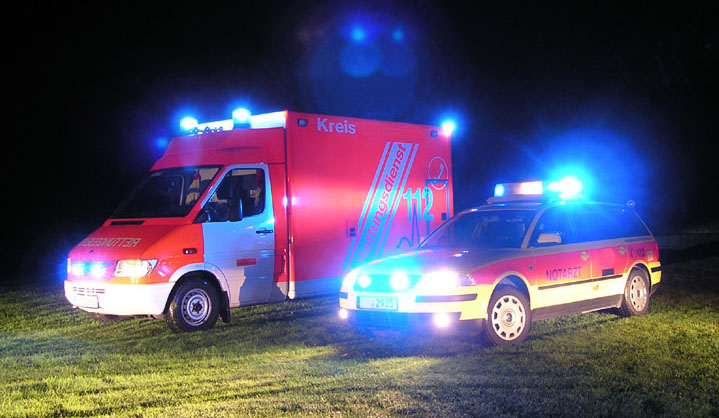
Einsatzfahrzeuge des Rettungsdienstes

Sind die Voraussetzungen für die Inanspruchnahme von Sonderrechten gegeben, dann dürfen z. B. Polizei, THW, Feuerwehr und Rettungsdienste (siehe § 35 Abs. 1 und 5a StVO) das Sondersignal nutzen, um während der Fahrt zum Einsatzort dem übrigen Verkehr die Inanspruchnahme von Sonderrechten anzuzeigen.
Wenn die Voraussetzungen nach § 38 Abs. 1 StVO gegeben sind, trifft die Entscheidung, ob mit oder ohne Einsatzhorn gefahren wird, der Fahrzeugführer des Einsatzfahrzeuges.

#### Inanspruchnahme von Sonderrechten ohne Sondersignal
Sonderrechte nach § 35 StVO erfordern nicht zwangsläufig die Verwendung des Sondersignals, da Sonderrechte auf die in § 35 StVO genannten Organisationen und deren Vertreter bezogen sind und nicht auf deren Fahrzeuge.
Berechtigte sind nur Personen, die hoheitliche Aufgaben erfüllen. Außerhalb dieses Personenkreises ist das Sonderrecht fahrzeuggebunden (vgl. §35 Abs. 5a – 7 StVO).
Dadurch ist es möglich, als Berechtigter auch mit Fahrzeugen ohne Sondersignalanlage Sonderrechte in Anspruch zu nehmen, ohne dies dem übrigen Verkehr anzeigen zu können. Dies erfordert höchste Aufmerksamkeit des Einsatzfahrers und ein Bewusstsein für die enormen Risiken, die mit einer solchen Einsatzfahrt verbunden sind.
Weitere Gründe für die Inanspruchnahme von Sonderrechten ohne Sondersignal können taktischer Art sein; so wird beispielsweise oft bei einem angedrohten Suizid bereits auf der Anfahrt in Hörweite auf das Einsatzhorn und in Sichtweite auf das blaue Blinklicht verzichtet, die Anfahrt jedoch bis zum Schluss unter Inanspruchnahme von Sonderrechten durchgeführt.
Die Inanspruchnahme von Sonderrechten ohne Sondersignal kann jedoch zu heiklen und u. U. gefährlichen Situationen führen. Beispielsweise können andere Verkehrsteilnehmer aufgrund der fehlenden Sondersignalanlage nicht erkennen, dass der Fahrer Sonderrechte in Anspruch nimmt.

#### Inanspruchnahme des Wegerechts mit Sondersignal
Als Wegerecht wird umgangssprachlich die Anordnung des § 38 Abs. 1 StVO bezeichnet und vom Einsatzfahrzeug durch blaues Blinklicht in Kombination mit dem Einsatzhorn durchgesetzt:
Blaues Blinklicht zusammen mit dem Einsatzhorn […] ordnet an: „Alle übrigen Verkehrsteilnehmer haben sofort freie Bahn zu schaffen“.
Da das Wegerecht nur durch blaues Blinklicht in Kombination mit dem Einsatzhorn durchgesetzt werden kann, gilt im Umkehrschluss, dass ein Einsatzfahrzeug, das nur mit dem blauen Blinklicht die Inanspruchnahme von Sonderrechten anzeigt, zwar von der StVO abweichen darf (Sonderrechte), ihm jedoch von den übrigen Verkehrsteilnehmern keine freie Bahn geschaffen werden muss (kein Wegerecht).
Das Wegerecht schließt das Überfahren von Haltesignalen (z. B. rote Ampel) in der Regel mit ein. Besonders in diesen Situationen darf der Einsatzfahrer sein Wegerecht jedoch nur in Anspruch nehmen, wenn alle anderen davon betroffenen Verkehrsteilnehmer (bspw. solche, deren Ampel „grün“ zeigt und deren Weg den Weg des Einsatzfahrzeuges kreuzt) eindeutig auf ihr Recht (z. B. ihr Recht auf Vorfahrt) verzichten.
Der Bundesgerichtshof führte hierzu aus:
Die nach § 38 StVO bevorrechtigten Kraftfahrzeuge dürfen, wenn sie Blaulicht und Einsatzhorn eingeschaltet haben, an Kreuzungen[,] die ihnen von anderen Verkehrsteilnehmern geschaffene freie Bahn auch dann ausnutzen, wenn […] die Vorfahrtregelung durch Lichtzeichenanlagen getroffen wird.

### Arten von Sondersignalen
Man unterscheidet zwischen optischen und akustischen Sondersignalen, die entweder alleine (nur optisches Signal) oder in Kombination (optisches und akustisches Signal) eingesetzt werden dürfen.

#### Optische Sondersignale
Als Sondersignale sind gelbes und blaues Blinklicht zugelassen. Das rote Blitzlicht in Verbindung mit dem Yelp-Signal befindet sich derzeit (Stand 2014) in einigen Bundesländern als Anhaltesignal in der Erprobungsphase, ist jedoch noch nicht als offizielles Sondersignal zugelassen.

##### Gelbes Blinklicht
Gelbes Blinklicht nach § 38 StVO warnt vor Gefahren. Es kann ortsfest oder von Fahrzeugen aus verwendet werden. Die Verwendung von Fahrzeugen aus ist nur zulässig, um vor Arbeits- oder Unfallstellen, vor ungewöhnlich langsam fahrenden Fahrzeugen oder vor Fahrzeugen mit ungewöhnlicher Breite oder Länge oder mit ungewöhnlich breiter oder langer Ladung (z. B. vor Schwertransporten und landwirtschaftlichen Fahrzeugen) zu warnen.

##### Blaues Blinklicht
Blaues Blinklicht nach § 38 StVO warnt vor Unfall- oder sonstigen Einsatzstellen und dient der Anzeige der Inanspruchnahme von Sonderrechten bei Einsatzfahrten, bei der Begleitung von Fahrzeugen oder bei geschlossenen Verbänden. Bei Einsatzfahrten zeigt es den übrigen Verkehrsteilnehmern in Verbindung mit dem Folgetonsignal an, dass das Fahrzeug Wegerechte in Anspruch nimmt.

##### Rotes Blitzlicht
Die Farbe Rot ist bei Rundumkennleuchten ähnlich wie in Österreich grundsätzlich nicht erlaubt. Ausschließlich Einsatzleitfahrzeuge der Feuerwehr verwenden rote Rundumkennleuchten, sobald der Einsatzort erreicht ist, um die Einsatzleitung kenntlich zu machen, niemals jedoch während einer Alarmfahrt.

#### Akustische Sondersignale
Nur das Folgeton-Signal ist im gesamten Bundesgebiet als Sondersignal zugelassen. Das Yelp-Signal wird derzeit (Stand 2014) in verschiedenen Bundesländern als Anhaltesignal getestet, ist jedoch noch nicht als offizielles Sondersignal zugelassen. Andere Signale (z. B. das Wail-Signal) sind nicht zugelassen.

##### Folgeton-Signal (Einsatzhorn)
Das Folgeton-Signal (umgangssprachlich auch Martin-Horn bzw. Martinshorn nach der Herstellerfirma Martin) ist ein sich abwechselndes Tonsignal aus einem tiefen Ton und einem hohen Ton (Tonfolge a′–d″, DIN 14610), bekannt als „Tatütata“. Es dient der akustischen Warnung sowie zur Durchsetzung des Wegerechts. In einem internationalen Vergleich mit mehreren europäischen Ländern und Australien wies das von deutschen Rettungsdiensten und Feuerwehren gebrauchte Folgetonsignal mit etwa vier Sekunden mit die langsamste Wiederholfrequenz auf, auch das der Polizei lag mit etwa 2,3 Sekunden über den meisten verglichenen Signalen.

##### Yelp-Signal (Anhaltehorn)
Das Yelp-Signal (englisch to yelp [ˈjelp] anhörenⓘ für ‚jaulen‘; Tonbeispiel anhörenⓘ, onomatopoetisch „Wiuwiuwiu“) ist ein akustisches Sondersignal, das aus einem wenige Sekunden dauernden an- und abschwellenden Heulton besteht. Unterstützend wird dabei das rote Blitzlicht als optisches Sondersignal eingesetzt. Die Kombination aus Yelp und rotem Blitzlicht dient als Anhaltesignal und soll die Aufmerksamkeit des Fahrers auf sich ziehen, sodass er in den Rückspiegel sieht und die parallel zum Yelp-Signal geschaltete Leuchtschrift „Stopp Polizei“ bemerkt.
Das Yelp-Signal wurde u. a. in Hessen erfolgreich getestet und wurde ab 2014 auch in anderen Bundesländern (u. a. Bayern, Berlin und Sachsen) in einer Testphase erprobt. Hintergrund ist, dass die bisher verfügbaren Anhaltesignale („Stopp Polizei“) per Leuchtschrift schlecht wahrgenommen werden und das Einsatzhorn als Aufforderung, freie Bahn zu schaffen, missverstanden wird. Ziel ist es, den Fahrer dazu zu bewegen, vor dem Einsatzfahrzeug anzuhalten und Überholvorgänge durch die Polizei zu vermeiden, denn einerseits können Überholmanöver Risiken bergen, und andererseits dient das Polizeifahrzeug hinter dem angehaltenen Pkw als Absicherung gegen den fließenden Verkehr.
Zwar ist eine Änderung der Straßenverkehrs-Zulassungsordnung auf den Weg gebracht worden, und die Ausrüstung von Einsatzfahrzeugen mit dem Yelp-Signal steht durch einen Beschluss der Innenministerkonferenz zu sogenannten Unterstützungssignalen auf einer rechtlichen Grundlage, doch sind Yelp und rotes Blitzlicht in Deutschland noch kein gültiges Sondersignal im Sinne der StVO. Rechtsgrundlagen sind § 52 Abs. 3a StVZO für Kennleuchten mit rotem Blinklicht und § 55 Abs. 3a StVZO für das Anhaltehorn.

##### Wail-Signal
Das Wail-Signal (englisch to wail [ˈweɪl] anhörenⓘ für ‚heulen‘; Tonbeispiel anhörenⓘ) ist ein in Deutschland nicht zugelassenes Sondersignal mit einem dauerhaft an- und abschwellenden Heulton. Es wird in zahlreichen Ländern (z. B. in den USA) als akustisches Sondersignal an Einsatzfahrzeugen verwendet.
In Deutschland wurde das Wail-Signal in den Städten Erfurt, Weimar, Sömmerda, Dessau-Roßlau und Naumburg (Saale) als Ergänzung zum Folgetonhorn (Martinshorn) erprobt, jedoch ohne dass dafür eine Genehmigung vorlag. Da es sich dabei um kein offizielles DIN-Sondersignal handelt, ist der Gebrauch in Deutschland untersagt. Bei Nutzung des Wail-Signals besteht zudem kein Versicherungsschutz.

#### Einzelner und kombinierter Einsatz von optischen und akustischen Sondersignalen
Einzeln, also ohne akustisches Sondersignal, dürfen in Deutschland nur die optischen Sondersignale „gelbes Blinklicht“ und „blaues Blinklicht“ eingesetzt werden. Sie dienen in diesem Fall
- als Warnung anderer Verkehrsteilnehmer vor Unfall- oder Arbeitsstellen (nur gelbes Blinklicht),
- der Anzeige der Inanspruchnahme von Sonderrechten (nur gelbes Blinklicht oder nur blaues Blinklicht), oder
- der Warnung vor Unfall- und Einsatzstellen, Kennzeichnung von Einsatzfahrten, Begleitfahrzeugen anderer Fahrzeuge oder eines geschlossenen Verbands (nur blaues Blinklicht).

Eine Einsatzfahrt ohne Einsatzhorn ist also zulässig, erfordert aber vom Fahrer eine noch höhere Aufmerksamkeit, weil die übrigen Verkehrsteilnehmer das rein optische Signal wesentlich schlechter wahrnehmen können. Sie sind außerdem nicht verpflichtet, freie Bahn zu schaffen.
Akustische Sondersignale dürfen nur in Kombination mit bestimmten optischen Sondersignalen eingesetzt werden:
- Tonfolge-Signal (Einsatzhorn) in Kombination mit blauem Blinklicht zur Anzeige der Inanspruchnahme von Sonderrechten und zur Durchsetzung des Wegerechts,
- Yelp-Signal in Kombination mit dem roten Blitzlicht als Anhaltesignal.

Der einzelne Gebrauch des Tonfolge-Signals ohne blaues Blinklicht ist nicht erlaubt und wird durch technische Einrichtungen (z. B. spezieller Drehzugschalter) verhindert.

#### Unzulässige Signale
Das Verwenden von Warnblinker, Fernlicht, der Lichthupe und des Nebellichts gehört nicht zu den Sondersignalen nach StVO.
Das früher vielfach verwendete, als „Springlicht“ bezeichnete wechselweise automatische Anschalten von Fernlicht zusätzlich zum Abblendlicht ist nicht mehr zulässig. Vom Bund-Länder-Fachausschuss Technisches Kraftfahrtwesen wurde 2001 ein entsprechender Beschluss gefasst, den das Bundesministerium für Verkehr den obersten Straßenverkehrsbehörden der Länder am 19. März 2001 mitgeteilt hat. Danach dürfen keine Ausnahmegenehmigungen für Springlichtschaltungen mehr erteilt und vorhandene Anlagen müssen zurückgebaut werden. Der Beschluss wurde jedoch nur mangelhaft durchgesetzt; viele ältere Einsatzfahrzeuge sind noch mit dieser Einrichtung ausgestattet und nutzen sie auch nach wie vor.

### Bedeutung der Sondersignale für die übrigen Verkehrsteilnehmer

#### Gelbes Blinklicht
Beim gelben Blinklicht spielt es eine Rolle, ob es ortsfest oder an Fahrzeugen angebracht ist. Es bedeutet in jedem Fall die Notwendigkeit nach erhöhter Aufmerksamkeit und ggf. Bremsbereitschaft des Fahrers.
Ortsfeste gelbe Blinklichter warnen vor Unfallstellen, Arbeitsstellen oder vor allgemeinen Gefahren und fordern vom Verkehrsteilnehmer erhöhte Aufmerksamkeit und Bremsbereitschaft.
Gelbes Blinklicht an Fahrzeugen zeigt die Inanspruchnahme von Sonderrechten an, die vom Zweck des damit ausgerüsteten Fahrzeugs abhängen. Diese können beispielsweise sein:
- Ein Abschleppfahrzeug mit gelbem Blinklicht darf im Einsatz auf Autobahnen und Kraftfahrstraßen halten und wenden.
- Ein Müllwagen mit gelbem Blinklicht darf Einbahnstraßen entgegen der Fahrtrichtung befahren.
- Ein Einsatzwagen der Verkehrsbetriebe darf auf Flächen, die sonst ständig freigehalten werden müssen (z. B. Kreuzungen und Schienen), halten und zur Arbeit eingesetzt werden.

#### Blaues Blinklicht ohne Einsatzhorn
Blaulicht an stehenden Einsatzfahrzeugen warnt vor Einsatz- oder Unfallstellen. Blaulicht an fahrenden Fahrzeugen zeigt dem übrigen Verkehr die Inanspruchnahme von Sonderrechten während einer Einsatzfahrt an.
In beiden Fällen wird vom Verkehrsteilnehmer erhöhte Aufmerksamkeit gefordert. Bei fahrenden Fahrzeugen muss zudem mit Abweichungen von der Straßenverkehrsordnung gerechnet werden, die die eigenen Rechte einschränken können; so kann es vorkommen, dass ein Einsatzfahrzeug
- unerwartet hält oder anfährt,
- in unerlaubte Richtungen abbiegt,
- in unerlaubter Fahrtrichtung unterwegs ist,
- im Überholverbot überholt,
- die zulässige Höchstgeschwindigkeit überschreitet,
- Haltzeichen überfährt

usw.
Der übrige Verkehr muss sich auf Abweichungen dieser und ähnlicher Art einstellen, dem Einsatzfahrzeug jedoch keine freie Bahn schaffen.
Bei Begleit- und Kolonnenfahrten, die durch Blaulicht gekennzeichnet sind, wird der gesamte Verband als ein einzelnes Fahrzeug betrachtet, damit die Fahrzeuge nicht getrennt werden. Übrige Verkehrsteilnehmer müssen beispielsweise alle Fahrzeuge des Verbands an einer Kreuzung durchfahren lassen und dürfen den Verband nicht trennen, indem sie in die Kolonne einscheren.

#### Blaues Blinklicht in Kombination mit Einsatzhorn
Die Kombination von Blaulicht und Einsatzhorn zeigt den übrigen Verkehrsteilnehmern an, dass das Fahrzeug sowohl Sonderrechte als auch Wegerecht in Anspruch nimmt. § 38 StVO, Absatz (1) sagt aus:
Blaues Blinklicht zusammen mit dem Einsatzhorn [...] ordnet an: „Alle übrigen Verkehrsteilnehmer haben sofort freie Bahn zu schaffen“.
„Freie Bahn zu schaffen“, bedeutet für die anderen Verkehrsteilnehmer (auch für den Gegenverkehr),
- nach Möglichkeit rechts zu fahren,
- ihre Fahrt zu verlangsamen und gegebenenfalls anzuhalten,

um dieser Anordnung zu folgen.
Ist die Straße nicht breit genug, um einem Fahrzeug mit Sondersignal das Überholen zu ermöglichen, kann es auch erforderlich sein, mit normaler Geschwindigkeit weiterzufahren, bis eine Stelle erreicht ist, an der das Einsatzfahrzeug überholen kann.
An Kreuzungen und Einmündungen mit Haltzeichen (z. B. Lichtsignalanlage) kann es nötig sein, vorsichtig über die Haltlinie seitlich in den Kreuzungsbereich hineinzufahren, um die nötige freie Bahn zu schaffen. Dabei darf jedoch kein anderer Verkehrsteilnehmer gefährdet werden.
Auf Autobahnen und Kraftfahrstraßen ist bei Stau immer eine Rettungsgasse für Einsatzfahrzeuge zwischen der ersten und zweiten Spur von links zu bilden, um das rasche Durchfahren des Staus für Einsatzfahrzeuge zu ermöglichen.

#### Yelp-Signal mit rotem Blitzlicht
Das Yelp-Signal in Kombination mit rotem Blitzlicht soll primär die Aufmerksamkeit des Fahrers auf das dahinter fahrende Einsatzfahrzeug der Polizei lenken; von dort aus werden weitere Signale gegeben, z. B. mittels „Stopp Polizei“-Leuchtschrift, Winkerkelle, Handzeichen oder einer Lautsprecherdurchsage.

## Sondersignale in anderen Staaten

### Österreich
In Österreich gibt es den Begriff Sondersignal nicht. Allerdings ist die Benutzung von Blaulicht und Folgetonhorn ebenfalls in der Straßenverkehrsordnung, und zwar in § 26, geregelt:

„(1) Die Lenker von Fahrzeugen, die nach den kraftfahrrechtlichen oder straßenpolizeilichen Vorschriften mit Leuchten mit blauem Licht oder blauem Drehlicht und mit Vorrichtungen zum Abgeben von Warnzeichen mit aufeinanderfolgenden verschieden hohen Tönen ausgestattet sind, dürfen diese Signale nur bei Gefahr im Verzuge, zum Beispiel bei Fahrten zum und vom Ort der dringenden Hilfeleistung oder zum Ort des sonstigen dringenden Einsatzes verwenden. Außerdem dürfen die angeführten Signale soweit als notwendig nur noch zur Abwicklung eines protokollarisch festgelegten Programms für Staatsbesuche oder sonstige Staatsakte sowie in Erfüllung völkerrechtlicher Verpflichtungen verwendet werden. Die Leuchten mit blauem Licht oder blauem Drehlicht dürfen aus Gründen der Verkehrssicherheit auch am Ort der Hilfeleistung oder des sonstigen Einsatzes oder bei einer behördlich vorgeschriebenen Transportbegleitung verwendet werden.
(2) Außer in den in Abs. 3 angeführten Fällen ist der Lenker eines Einsatzfahrzeuges bei seiner Fahrt an Verkehrsverbote oder an Verkehrsbeschränkungen nicht gebunden. Er darf jedoch hiebei nicht Personen gefährden oder Sachen beschädigen.
(3) […] Die Lenker von Einsatzfahrzeugen dürfen auch bei rotem Licht in eine Kreuzung einfahren, wenn sie vorher angehalten und sich überzeugt haben, daß sie hiebei nicht Menschen gefährden oder Sachen beschädigen. Einbahnstraßen und Richtungsfahrbahnen dürfen sie in der Gegenrichtung nur befahren, wenn der Einsatzort anders nicht oder nicht in der gebotenen Zeit erreichbar ist oder wenn Ausnahmen für andere Kraftfahrzeuge oder Fuhrwerke bestehen.
[…]
(5) Alle Straßenbenützer haben einem herannahenden Einsatzfahrzeug Platz zu machen. Kein Lenker eines anderen Fahrzeuges darf unmittelbar hinter einem Einsatzfahrzeug nachfahren oder, außer um ihm Platz zu machen, vor ihm in eine Kreuzung einfahren.“

### Schweiz
Die Schweizer Gesetzgebung spricht ebenfalls nicht von Sondersignalen, sondern von „besonderen Warnsignalen“. Im Artikel 27, Absatz 2 des Strassenverkehrsgesetzes heißt es:

„Den Feuerwehr-, Sanitäts-, Polizei- und Zollfahrzeugen ist beim Wahrnehmen der besonderen Warnsignale die Strasse sofort freizugeben. Fahrzeuge sind nötigenfalls anzuhalten.“

Die Auslegung dieses Artikels führt zu einer Umsetzung in der Praxis, die derjenigen in Deutschland und Österreich entspricht.
Eine Fahrt mit Blaulicht ohne Sirene oder Martinshorn fordert die anderen Verkehrsteilnehmer zu erhöhter Vorsicht auf, führt aber in der Praxis nicht zu einem automatischen Vortrittsrecht des Rettungsfahrzeugs. Am Einsatzort wird grundsätzlich auf eine orange Warnbeleuchtung umgestellt, blaue Warnlichter sind nur für fahrende Fahrzeuge vorgesehen. Bei besonderer Gefährdung (etwa bei unübersichtlichen Kurven oder auf Autobahnen bei schlechter Witterung) dürfen die Blaulichter auch am stehenden Fahrzeug so lange angeschaltet bleiben, bis andere Sicherungsmaßnahmen getroffen worden sind.

### USA
In den USA werden je nach Bundesstaat und County verschiedene Sondersignale eingesetzt, jedoch üblicherweise rote Lichter (daneben auch blau, sowie seltener weiß, grün und gelb) sowie Wail- und Yelp-Signale.

### Videogalerie
- Polizei in Toronto mit verschiedenen Tonsignalen
- Feuerwehr, ebenfalls Toronto, mit Wail-Signal und Drucklufthorn
- Kanadische Feuerwehr mit Wail-Signal
- NYPD-Einsatzwagen mit Rumbler
- Feuerwehr in Helsinki